# Pagar Gading
Pagar Gading is een bestuurslaag in het regentschap Bengkulu Selatan van de provincie Bengkulu, Indonesië. Pagar Gading telt 1166 inwoners (volkstelling 2010).